# Williams FW44
Williams FW44 — болід Формули-1, розроблений і виготовлений Вільямс для участі в чемпіонаті Формули-1 2022. Пілотами стали Ніколас Латіфі та Александр Албон, які виступають в команді третій і перший рік відповідно. FW44 є першим болідом Вільямс відповідно до нового технічного регламенту 2022 року і першим, який повністю розробляється при нових власниках, Dorilton Capital, під керівництвом Йоста Капіто.

## Результати
| Рік      | Команда         | Двигун              | Шини | Гонщик          | Гран-прі | Гран-прі | Гран-прі | Гран-прі | Гран-прі | Гран-прі | Гран-прі | Гран-прі | Гран-прі | Гран-прі | Гран-прі | Гран-прі | Гран-прі | Гран-прі | Гран-прі | Гран-прі | Гран-прі | Гран-прі | Гран-прі | Гран-прі | Гран-прі | Гран-прі | Очки | Місце |
| Рік      | Команда         | Двигун              | Шини | Гонщик          | БАХ      | САУ      | АВС      | ЕМІ      | МАЯ      | ІСП      | МОН      | АЗЕ      | КАН      | ВЕЛ      | АВТ      | ФРА      | УГО      | БЕЛ      | НІД      | ІТА      | СІН      | ЯПО      | США      | МЕХ      | САП      | АБУ      | Очки | Місце |
| -------- | --------------- | ------------------- | ---- | --------------- | -------- | -------- | -------- | -------- | -------- | -------- | -------- | -------- | -------- | -------- | -------- | -------- | -------- | -------- | -------- | -------- | -------- | -------- | -------- | -------- | -------- | -------- | ---- | ----- |
| 2022     | Williams Racing | Mercedes-AMG F1 M13 | P    | Александр Албон | 13       | 14       | 10       | 11       | 9        | 18       | Схід     | 12       | 13       | Схід     | 12       | 13       | 17       | 10       | 12       | Т        | Схід     | Схід     | 13       | 12       | 15       | 13       | 8    | 10    |
| 2022     | Williams Racing | Mercedes-AMG F1 M13 | P    | Ніколас Латіфі  | 16       | Схід     | 16       | 16       | 14       | 16       | 15       | 15       | 16       | 12       | Схід     | Схід     | 18       | 18       | 18       | 15       | Схід     | 9        | 17       | 18       | 16       | 19       | 8    | 10    |
| Джерела: |                 |                     |      |                 |          |          |          |          |          |          |          |          |          |          |          |          |          |          |          |          |          |          |          |          |          |          |      |       |